# Championnat canadien de soccer 2012
Navigation
Édition précédente Édition suivante
Le Championnat canadien de soccer 2012 (officiellement appelé Championnat canadien Amway 2012), est la cinquième édition du Championnat canadien, un tournoi canadien de soccer organisé par l'Association canadienne de soccer.
Le tournoi vise à déterminer le club qui participe au championnat continental des clubs de la CONCACAF : la Ligue des champions de la CONCACAF. La compétition se tient du 2 au 23 mai 2012 dans les villes de Montréal, Toronto, Edmonton et Vancouver. Les trois équipes canadiennes de la MLS (l'Impact de Montréal, le Toronto FC et les Whitecaps de Vancouver) participent à ce championnat ainsi que le FC Edmonton, équipe de NASL (D2 Nord-américaine).
La Coupe des Voyageurs est remise au gagnant à l'issue du tournoi.

## Compétition

### Règlement
Comme en 2011, le championnat se déroule sous la forme de tournoi avec demi-finales et finale en match aller-retour avec match retour chez la meilleure tête de série. L'ordre des matchs est déterminé par le classement  de chacune des équipes l'année précédente de l'année précédente. Ainsi, le tenant du titre Toronto est classé numéro 1 (16e de MLS), Vancouver est numéro 2 (18e de MLS), Edmonton est numéro 3 (5e de NASL) et enfin Montréal est classé numéro 4 (7e de NASL).

### Tableau
|  | Demi-finales               | Demi-finales               | Demi-finales           | Demi-finales           |            |            | Finale            | Finale            | Finale            | Finale            |
|  |                            |                            |                        |                        |            |            |                   |                   |                   |                   |
|  | 2 et 9 mai 2012            | 2 et 9 mai 2012            | 2 et 9 mai 2012        | 2 et 9 mai 2012        |            |            | 16 et 23 mai 2012 | 16 et 23 mai 2012 | 16 et 23 mai 2012 | 16 et 23 mai 2012 |
|  | (1) Toronto FC             | (1) Toronto FC             | 0                      | 2                      |            |            | 16 et 23 mai 2012 | 16 et 23 mai 2012 | 16 et 23 mai 2012 | 16 et 23 mai 2012 |
|  | (1) Toronto FC             | (1) Toronto FC             | 0                      | 2                      |            |            | 16 et 23 mai 2012 | 16 et 23 mai 2012 | 16 et 23 mai 2012 | 16 et 23 mai 2012 |
|  | (4) Impact de Montréal     | (4) Impact de Montréal     | 0                      | 0                      |            |            | 16 et 23 mai 2012 | 16 et 23 mai 2012 | 16 et 23 mai 2012 | 16 et 23 mai 2012 |
|  | (4) Impact de Montréal     | (4) Impact de Montréal     | 0                      | 0                      | Toronto FC | Toronto FC | 1                 | 1                 |                   |                   |
|  | 2 et 9 mai 2012            |                            |                        |                        | Toronto FC | Toronto FC | 1                 | 1                 |                   |                   |
|  |                            |                            | Vancouver Whitecaps FC | Vancouver Whitecaps FC | 1          | 0          |                   |                   |                   |                   |
|  | (2) Vancouver Whitecaps FC | (2) Vancouver Whitecaps FC | Vancouver Whitecaps FC | Vancouver Whitecaps FC | 1          | 0          | 2                 | 3                 |                   |                   |
|  | (2) Vancouver Whitecaps FC | (2) Vancouver Whitecaps FC |                        |                        |            |            |                   | 3                 |                   |                   |
|  | (3) FC Edmonton            | (3) FC Edmonton            | 0                      | 1                      |            |            |                   |                   |                   |                   |
|  | (3) FC Edmonton            | (3) FC Edmonton            | 0                      | 1                      |            |            |                   |                   |                   |                   |

### Détail des matchs

#### Demi-finales
| 2 mai 2012 | Impact de Montréal | 0 – 0 | Toronto FC | Stade olympique, Montréal, Québec          |                                            |
|            |                    |       | Silva 90e  | Spectateurs : 13 405 Arbitrage : Paul Ward | Spectateurs : 13 405 Arbitrage : Paul Ward |
|            | Rapport            |       |            | Spectateurs : 13 405 Arbitrage : Paul Ward | Spectateurs : 13 405 Arbitrage : Paul Ward |

| 9 mai 2012 | Toronto FC                                        | 2 – 0 | Impact de Montréal | BMO Field, Toronto, Ontario                  |                                              |
|            | Lambe 2e · Eckersley 17e · Johnson 38e · Cann 41e |       | · Nyassi 23e       | Spectateurs : 15 016 Arbitrage : Dave Gantar | Spectateurs : 15 016 Arbitrage : Dave Gantar |
|            | Rapport                                           |       |                    | Spectateurs : 15 016 Arbitrage : Dave Gantar | Spectateurs : 15 016 Arbitrage : Dave Gantar |

| 2 mai 2012 | FC Edmonton                   | 0 – 2 | Vancouver Whitecaps FC               | Stade du Commonwealth, Edmonton, Alberta           |                                                    |
|            | · Saiko 66e · Van Leerdam 74e |       | Hassli 18e · Harris 41e · Harvey 72e | Spectateurs : 2 777 Arbitrage : Carol Anne Chenard | Spectateurs : 2 777 Arbitrage : Carol Anne Chenard |
|            | Rapport                       |       |                                      | Spectateurs : 2 777 Arbitrage : Carol Anne Chenard | Spectateurs : 2 777 Arbitrage : Carol Anne Chenard |

| 9 mai 2012 | Vancouver Whitecaps FC                                                      | 3 – 1 | FC Edmonton                                               | BC Place Stadium, Vancouver, Colombie-Britannique |                                               |
|            | · Thorrington 42e · Le Toux 75e · Le Toux 88e · Mattocks 90e · Mattocks 90e |       | Vorbe 33e · Hamilton 41e · Cox 44e · Kooy 51e · Pinto 54e | Spectateurs : 15 011 Arbitrage : Geoff Gamble     | Spectateurs : 15 011 Arbitrage : Geoff Gamble |
|            | Rapport                                                                     |       |                                                           | Spectateurs : 15 011 Arbitrage : Geoff Gamble     | Spectateurs : 15 011 Arbitrage : Geoff Gamble |

#### Finale
| 16 mai 2012 | Vancouver Whitecaps FC | 1 - 1 | Toronto FC                            | BC Place Stadium, Vancouver, Colombie-Britannique |                                               |
|             | · Hassli 90+1e         |       | Hall 11e · Dunfield 49e · Johnson 66e | Spectateurs : 14 878 Arbitrage : Drew Fischer     | Spectateurs : 14 878 Arbitrage : Drew Fischer |
|             | Rapport                |       |                                       | Spectateurs : 14 878 Arbitrage : Drew Fischer     | Spectateurs : 14 878 Arbitrage : Drew Fischer |

| 23 mai 2012 | Toronto FC                                                                  | 1 - 0 | Vancouver Whitecaps FC                                   | BMO Field, Toronto, Ontario                      |                                                  |
|             | Frings 31e · Morgan 48e · de Guzman 57e · Lambe 75e · Lambe 83e · Henry 84e |       | · Bonjour 36e · Le Toux 45e · Le Toux 58e · Mattocks 89e | Spectateurs : 13 777 Arbitrage : Silviu Petrescu | Spectateurs : 13 777 Arbitrage : Silviu Petrescu |
|             | Rapport                                                                     |       |                                                          | Spectateurs : 13 777 Arbitrage : Silviu Petrescu | Spectateurs : 13 777 Arbitrage : Silviu Petrescu |